# Facebook-剑桥分析数据丑闻

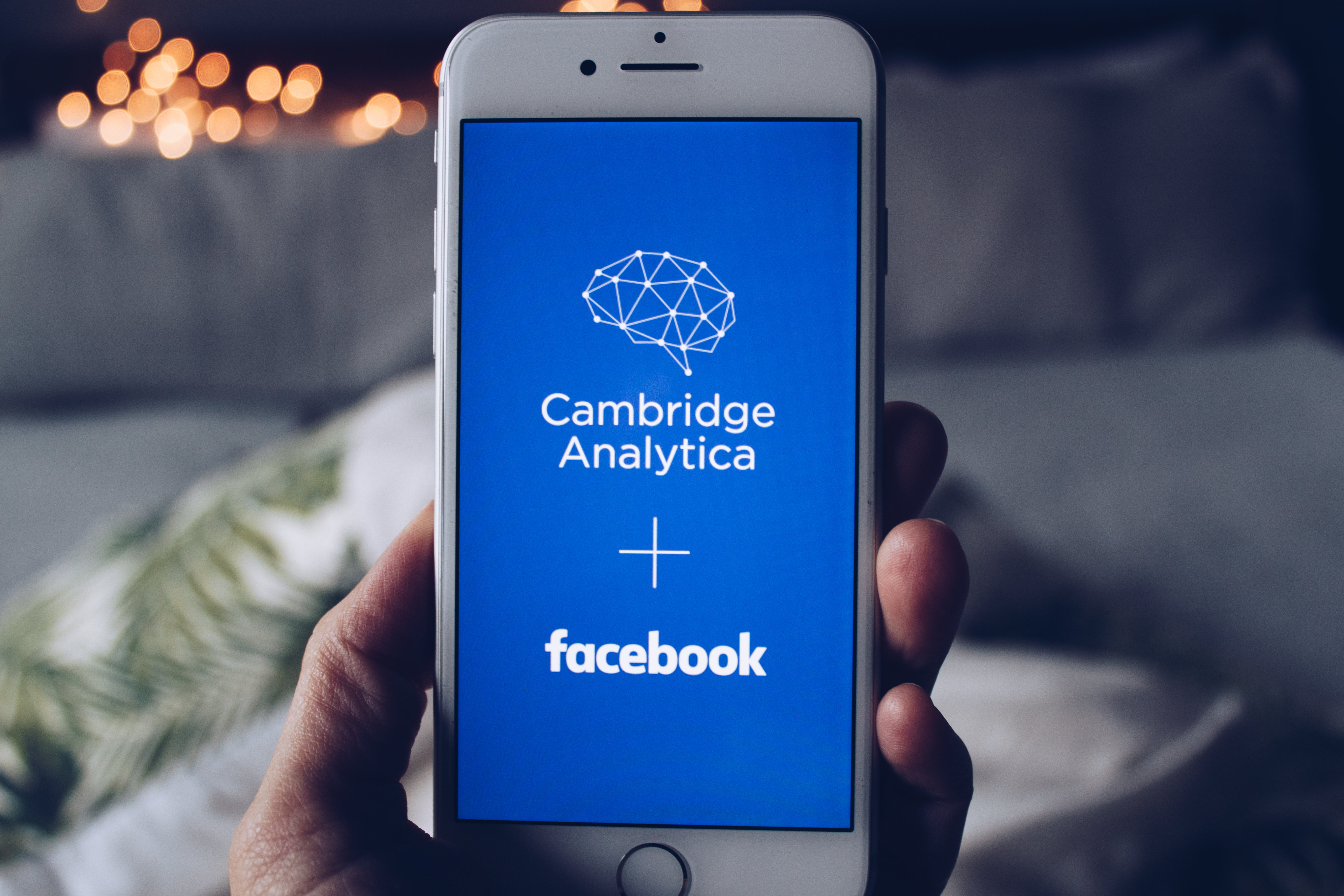
剑桥分析公司和Facebook产品的用户

Facebook-剑桥分析数据丑闻，是指在2010年代，英國劍橋分析公司（英語：Cambridge Analytica）在未經使用者知情同意的情況下，收集了數千萬名Facebook用戶的個人資料，用於政治廣告投放。
這些資料是透過一款名為「This Is Your Digital Life」的應用程式收集的，該應用程式由資料科學家亚历山大·科根（Aleksandr Kogan）及其公司Global Science Research於2013年開發。這款應用程式透過一系列問題建立使用者的心理輪廓，並利用Facebook的開放圖譜平台（Open Graph）收集使用者Facebook好友的個人資料。該應用程式蒐集了多達8700萬個Facebook帳號的資料。劍橋分析利用這些資料協助2016年總統競選，支援泰德‧克魯茲和唐納德‧川普（Donald Trump）的陣營。劍橋分析也被廣泛指控干預英國去留歐盟公投，儘管官方調查承認該公司「除了初期的一些調查」外並未涉入更多，且「沒有重大違規行為」發生。
2018年3月，《衛報》與《紐約時報》透過劍橋分析前員工克里斯托弗·怀利（Christopher Wylie）的訪談揭露了資料濫用的資訊。Facebook為此道歉，而執行長马克·扎克伯格（Mark Zuckerberg）於2018年4月在美国国会作證。2019年7月，美國聯邦貿易委員會宣布將對Facebook處以50億美元罰款，原因是其隱私違規行為。2019年10月，Facebook同意支付50萬英鎊罰款給英國資訊專員辦公室，因其讓用戶資料面臨「嚴重風險」而被處罰。劍橋分析於2018年5月申請破產保護。
其他廣告公司多年前便已施行各種形式的心理目標鎖定技術，而Facebook早在2012年就已申請類似技術的專利。然而，劍橋分析的作法及其高知名度客戶——包括川普總統競選團隊與英國的Leave.EU運動——將學者們長期警告的心理目標鎖定問題推向公眾視野。此醜聞激起公眾對隱私及社群媒體對政治影響的高度關注。網路上標籤#DeleteFacebook甚至在Twitter上成為熱門話題。

## 概述
亚历山大·科根是一位在劍橋大學的資料科學家，他被劍橋分析公司，（SCL Group的分支機構）聘用，開發一款名為「This Is Your Digital Life」（有時也寫作「thisisyourdigitallife」）的應用程式。劍橋分析公司隨後安排了一個知情同意的流程，讓數十萬名Facebook使用者同意完成一份問卷調查，並以報酬換取資料，聲稱僅用於學術研究。然而Facebook不只讓應用程式蒐集受訪者的個人資料，連受訪者的Facebook好友資料也一併蒐集。於是劍橋分析公司得以取得數百萬Facebook使用者的資料。
劍橋分析公司蒐集個人資料的事件，最早由英國《衛報》（The Guardian）記者Harry Davies於2015年12月首度爆料。他指出劍橋分析公司為美國參議員Ted Cruz競選團隊工作，透過未經同意從數百萬人Facebook帳號擷取資料。之後，2016年11月《紐約時報週日評論》（New York Times Sunday Review）記者McKenzie Funk繼續報導，2016年12月，瑞士雜誌《Das Magazin》由Hannes Grasseger及Mikael Krogerus撰文（後由《Vice》翻譯發表），2017年2月《衛報》記者Carole Cadwalladr開始調查，2017年3月，《The Intercept》記者Mattathias Schwartz也陸續揭露此事。根據PolitiFact，川普在他的2016年總統競選中，於9月、10月和11月付酬劍橋分析公司，獲得有關美國人政治偏好的資料。
在2018年3月爆出一名吹哨者的身份後，資料外洩事件達到高峰。這名吹哨者是前劍橋分析員工克里斯托弗·怀利，他曾是2017年由Cadwalladr在《觀察家報》發表頭條為「The Great British Brexit Robbery」文章的匿名消息來源。Cadwalladr花了一年時間與Wylie合作，鼓勵他出面當吹哨者。後來，因為《衛報》和《觀察家報》遭劍橋分析法律威脅，她引入英國Channel 4新聞和《紐約時報》參與報導。而Kogan更改名字為Aleksandr Spectre，成立令人印象深刻的「Dr. Spectre」身分，為事件增添謎團與吸引力。

## 後續影響
这起丑闻引发了公众对社交媒体洩露個人隐私的擔憂，以至於Twitter上有人發起#DeleteFacebook運動。罗素兄弟便以此次醜聞為題材拍攝了一部电影，該電影由保羅·彼特尼主演。